# ديلراما ديلمورا
ديلرابا ديلمورات: (بالأويغورية: دىلربا دىلمرات) (بالصينية: 迪麗热巴·迪力木拉提)، من مواليد [3] [يونيو] [1992]) هي [ممثلة] [ومغنية] [وعارضة أزياء] [صينية] من أصل [أويغوري].